# Sweet Machine
Sweet Machine ist eine Rockband aus Berlin. Die Mitglieder sind Saskia Hahn (Gesang, Gitarre), Cornelius „Conner“ Rapp (Gesang, Bass) und Mathias Brendel (Schlagzeug).

## Geschichte
Sweet Machine wurde von Hahn und Rapp im Sommer 2005 gegründet. 2006 erschien die gleichnamige EP mit den Liedern Run, Brand New Queen, Fish, Serious und wegotwhatittakes. An die Stelle von Schlagzeuger Jacob Thein trat im April 2007 Mathias Brendel. Es folgten Touren in Europa, Nordamerika und Australien.
Im Sommer 2007 wurde die Band von Peaches gebeten, mit ihr eine Show auf dem Berlin Festival zu bestreiten; seitdem agieren Sweet Machine auch als feste Backing Band von Peaches. Mit Peaches folgten Auftritte auf dem Exotic Erotic Ball 2007, dem Hard New Years Eve 2007 sowie 2008 in Neuseeland und Australien. Seit 2009 begleiten Sweet Machine Peaches wieder, diesmal auf der Peaches World Tour, die die Musiker nach Auftritten in Europa im Herbst 2009 in die USA und nach Kanada führt.